# 조르주 풀레
조르주 풀레(Georges Poulet, 1902년 11월 29일 ~ 1991년 12월 31일)는 벨기에의 비평가이다.
풀레는 리에주대학교에서 법률과 문학을 전공하고, 에든버러대학교에서 강사를 지내고, 볼티모어의 존스홉킨스대학교(1952∼1957)와 취리히대학교(1957∼1969)에서 프랑스 문학 교수를 지냈다.
몰리에르, 프루스트, 플로베르, 몽테뉴, 르네 샤르 그리고 보들레르 같은 작가들을 통해 조르주 풀레가 소위 ‘코기토’라고 부르는 의식과 시간을 연구한 ≪인간의 시간 연구≫, ≪내적 거리≫, ≪출발선≫, ≪순간의 척도≫는 시간에 관한 4부작이라고 불리는데, 그중 ≪인간의 시간 연구≫는 1950년 생트뵈브 상을 받았고 ≪내적 거리≫는 아카데미 프랑세즈가 수여하는 뒤르숑 루베 상과 문학비평 대상을 받았다.  시간·공간이 문학에서 차지하는 위치와 그 의의를 천착한 조르주 풀레는 비평의 업적으로 20세기 사상의 흐름에 가장 큰 기여를 했다. 그가 주로 교제한 비평가들로는 마르셀 레몽, 장 루세, 장 스타로뱅스키 등이 있는데, 그들의 주요 활동 무대가 스위스, 특히 주네브였기 때문에 우리는 그 일단의 비평가들을 주네브학파라고 부른다.

## 같이 보기
- 구조주의
- 폴 디 만